# Султанов, Байрак Закиевич
Байрак Закиевич Султанов (21 сентября 1933, Бирск, Башкирская АССР — 24 октября 2012, Уфа) — горный инженер, почётный академик АН РБ (2002), доктор технических наук (1983), профессор (1986), заслуженный деятель науки и техники РФ (1995), заслуженный изобретатель БАССР (1988), почетный нефтяник РСФСР (1988).

## Биография
Султанов Байрак Закиевич родился 21 сентября 1933 года в г. Бирск.
В 1955 году окончил Свердловский горный институт имени В. В. Вахрушева.
Место работы: инженер-технолог, старший инженер на геологических предприятиях Средней Азии (1955—1958); начальник тематической партии Южно-Уральского геологического управления (Уфа, 1958—1960); в 1962—1965 гг. в Свердловском горном институте: ассистент, старший преподаватель, доцент; с 1965 г. в Уфимском нефтяном институте — заведующий кафедрой (1985—2003), профессор (с 1986 г.).

## Научная деятельность
Основные направления исследований:
- технология бурения скважин и добычи нефти.

Им была изучена проблема устойчивости и динамики бурильной колонны при проводке нефтяных и газовых скважин. Он предложил новую винтовую насосную установку с поверхностным приводом.
Султанов Байрак Закиевич — основатель научной школы по технике и технологии нефтепромыслового дела.
Подготовил 5 докторов и 30 кандидатов наук. Автор более 400 научных работ, включая 7 монографий, свыше 180 авторских свидетельств и патентов на изобретения.

### Избранные труды
- Управление устойчивостью и динамикой бурильной колонны. — М.: Недра, 1991.
- Бурение наклонных и горизонтальных скважин. — М.: Недра, 1997 (соавтор).
- Эксплуатация оборудования для бурения скважин нефтегазодобычи. — М.: Недра, 2005 (соавтор).

## Награды и звания
- заслуженный изобретатель Башкирской АССР (1988)
- почётный нефтяник РСФСР (1988)
- Заслуженный деятель науки и техники Российской Федерации (28 февраля 1995) — за заслуги в научной деятельности